# Trường Dragon
Trường Dragon là một trường học trên hai địa điểm ở Oxford, Anh. Trường Dự bị (trẻ em 8 tuổi đến 13) và Dragon Pre-Prep (tuổi 4 đến 7) đều là các trường đồng giáo dục. Trường Dragon Prep được thành lập năm 1877 với tên gọi Trường dự bị Oxford. Học sinh và học sinh nội trú học cùng trong ngày.